# Richard Kehr
Richard Kehr (* 9. Oktober 1898 in Berlin-Spandau; † 10. November 1963 in Rinteln) war ein deutscher Politiker (SPD).
Kehr besuchte von 1904 bis 1912 die Volksschule und erlernte den Beruf des Drehers. Er nahm am Ersten Weltkrieg teil und war nach seiner Rückkehr wieder in seinem Beruf tätig. Von 1921 bis 1924 war er an der Beuth-Schule in Berlin. Politisch beteiligte Kehr sich seit 1926, als er der SPD beitrat. Ab 1928 war er Betriebsratsvorsitzender einer Berliner Firma. Ab 1935 arbeitete er als Dreher bei den Spree-Werken in Berlin-Spandau und war ab 1940 als Ingenieur in Grottau, im Sudetenland beschäftigt. Im Jahr 1942 wurde er Oberingenieur. Nach dem Zweiten Weltkrieg kam Kehr 1946 als Vertriebener nach Rinteln, wo er zunächst eine Tätigkeit als Sprengmeister fand, später als Holz- und Kohlenhändler. Für die SPD zog Kehr in der zweiten Wahlperiode in den Niedersächsischen Landtag ein, dem er vom 12. September 1953 bis zu seinem Tod angehörte. Im Landtag war er von 1954 bis 1955 Vorsitzender des Eingabenausschusses.